# Adelphocoris ticinensis
Kattenstaartsierblindwants (Adelphocoris ticinensis) is een wants uit de familie van de blindwantsen (Miridae). De soort werd het eerst wetenschappelijk beschreven door Rudolf Ludwig Meyer-Dür in 1843.

## Uiterlijk
De roodbruine, maar soms geheel groen-bruine wants heeft een fijne gele beharing, is altijd langvleugelig en kan 7 tot 7,5 mm lang worden. Het halsschild heeft soms twee zwarte stippen. De voorvleugels eindigen in een geel of oranje punt (cuneus). Zowel de poten als de antennes zijn roodbruin. De dijen hebben donkere vlekjes en de schenen van de achterpoten hebben lange zwarte stekels.

## Leefwijze
De soort kent één generatie per jaar en overwintert als eitje. De volwassen dieren kunnen van eind juli tot midden oktober gevonden worden in vochtige gebieden waar de waardplant, grote kattenstaart (Lythrum salicaria), groeit.

## Leefgebied
De wants komt voor in het Palearctisch gebied, het Midden-Oosten, de Kaukasus en is in Nederland vrij algemeen, met uitzondering van de kustgebieden. 